# Санктуарий в Лурде
Санктуарий в Лурде — комплекс зданий и сооружений религиозного назначения в городе Лурд (Франция), воздвигнутый вокруг грота Масабьель, где по мнению Католической церкви в 1858 году четырнадцатилетней местной жительнице Бернадетте Субиру явилась Дева Мария. Один из крупнейших паломнических центров Европы.

## История

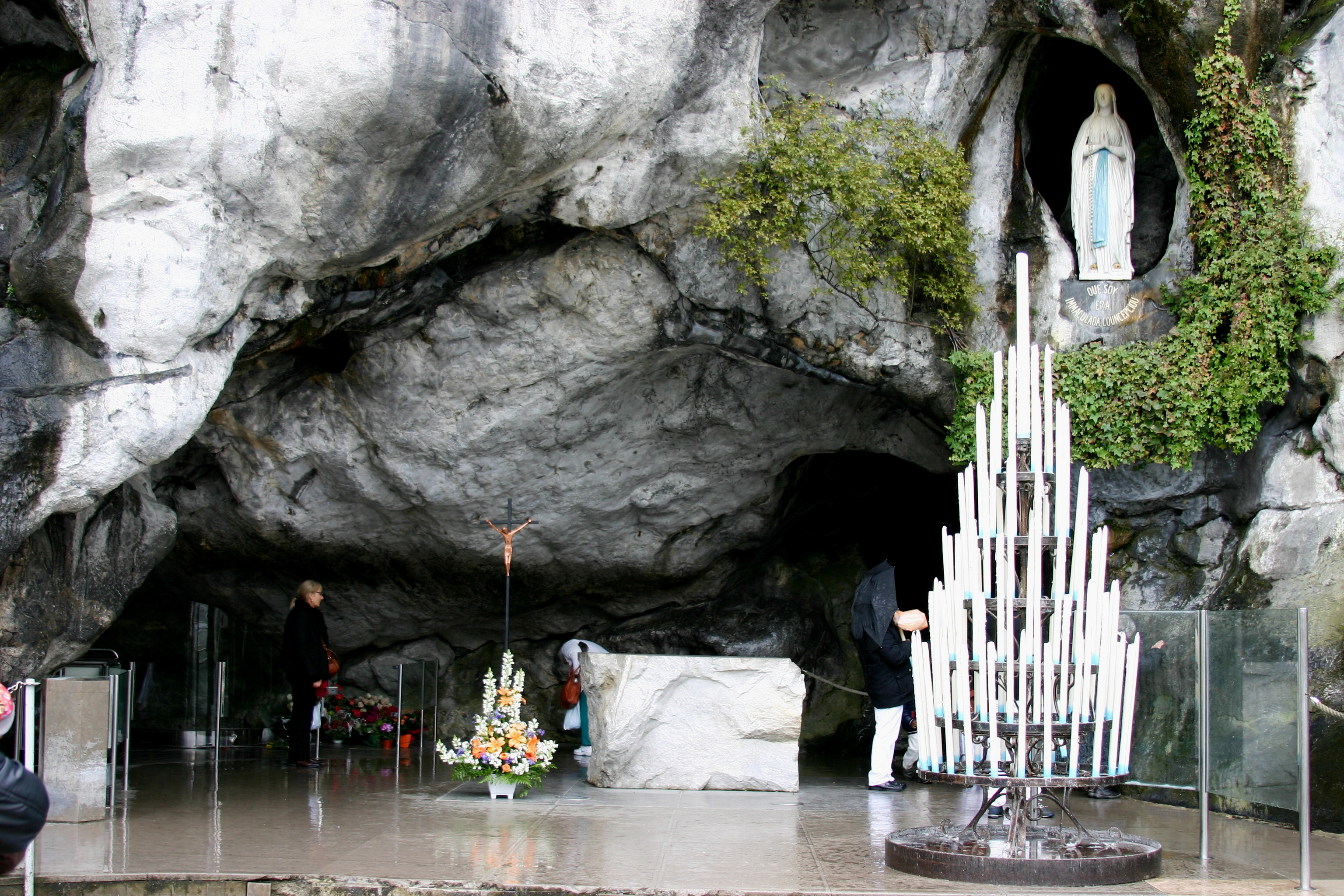
Грот Масабьель

Бернадетта свидетельствовала о 18 явлениях Девы Марии. Первое произошло 11 февраля 1858 года, последнее — 16 июля того же года. Католическая церковь поначалу с крайней осторожностью отнеслась к заявлениям девушки, которая была подвергнута многочисленным допросам со стороны административных и церковных властей и равно многочисленным медицинским освидетельствованиям, абсолютно все из которых признали её полную вменяемость и положительно уравновешенный характер её личности. Позже Бернадетта стала монахиней.
Церковь же провела тщательную проверку всех изложенных девушкой фактов. В результате в 1933 году её канонизировали под именем святой Бернадетты, а город Лурд превратился в один из наиболее посещаемых городов не только Франции, но и всей Европы.

## Паломничества
Ежегодно в Лурд приезжает до пяти миллионов паломников. Только тех, кто надеется найти здесь излечение от своих недугов, в год приезжает более 70 тысяч. С 1858 года зарегистрировано около 7000 случаев необъяснимого исцеления. По данным на 2013 год только 69 из них официально признаны Церковью чудесными исцелениями.

## Санктуарий

Схема санктуария: 1. Вход в базилику Святого Розария. 2. Купол базилики Святого Розария. 3. Верхняя площадка и вход в крипту. 4. Вход в базилику Непорочного Зачатия. 5. Грот Масабьель. 6. Подсвечники. 7. Купальни. 8. Бювет. 9. Крестный путь на холме. 10. Статуя Девы Марии. 11. Эспланада процессий. 12. Подземная базилика св. Пия X. 13. Туристический офис и хозяйственные постройки. 14. Мост Сен-Мишель. 15. Паломнический центр Accueil Notre Dame. 16. Церковь Святой Бернадетты. 17. Крестный путь на ровном месте

Санктуарий расположен в западной части Лурда. Основные строения находятся на левом берегу реки Гав-де-По, между самой рекой и крутым холмом на изгибе реки. Главными составными частями санктуария служат:

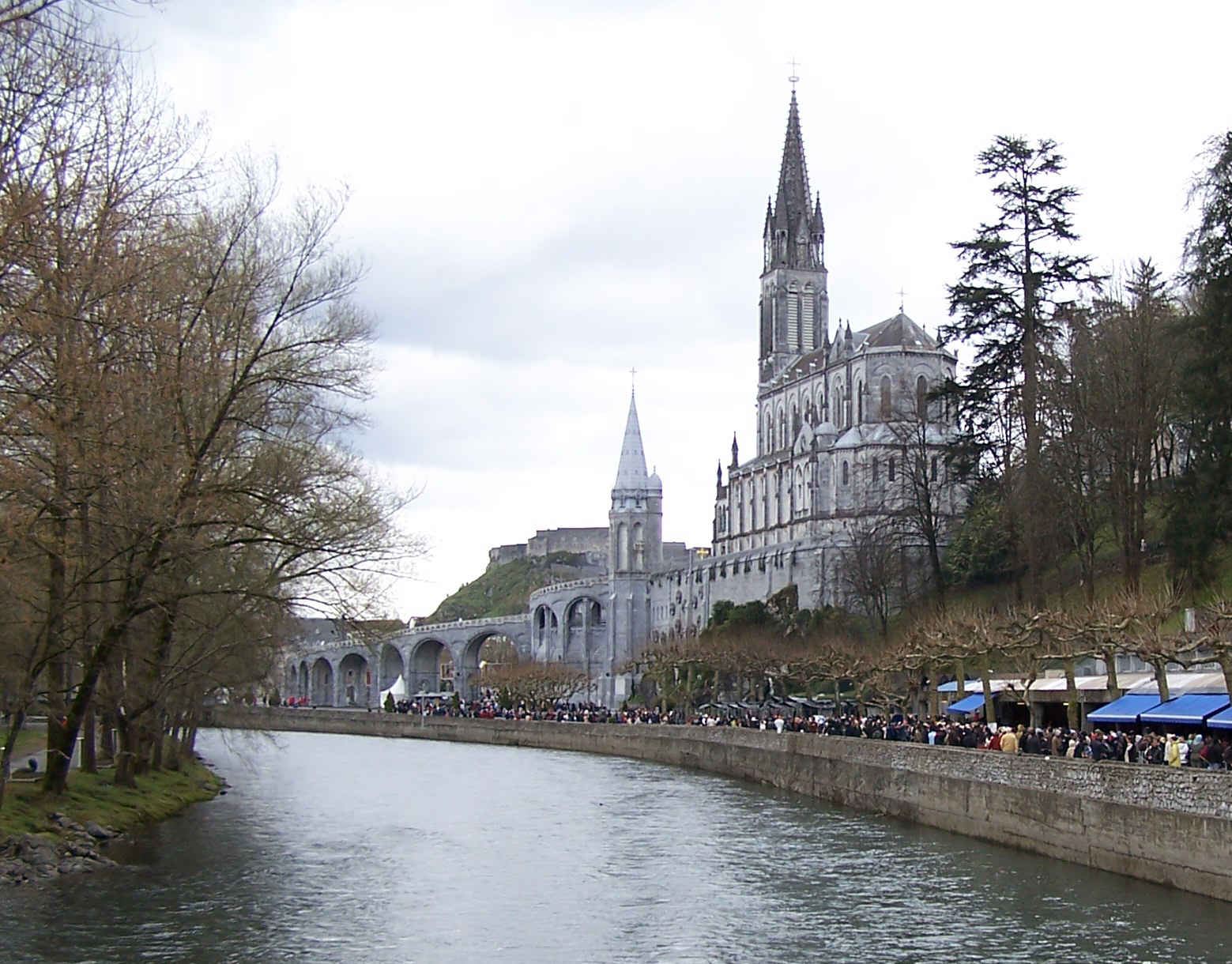
Вид на санктуарий со стороны реки

- Грот Масабьель — пещера в скале, место явлений Богоматери Лурдской[4]
- Базилика Святого Розария — нижняя церковь в комплексе из двух базилик, возведённых на скале над пещерой Масабьель. Построена в 1889 году в неовизантийском стиле. Вмещает до 1,5 тысяч молящихся[5].
- Базилика Непорочного Зачатия — верхняя церковь в комплексе из двух базилик, возведённых на скале над пещерой Масабьель. Также известна как Верхняя базилика. Построена в 1871 году в неоготическом стиле. Вмещает до 700 молящихся[6]
- Эспланада процессий — обширное пространство между мостом Сен-Мишель и двумя базиликами.
- Подземная базилика св. Пия X — построена в 1958 году и расположена под эспланадой. Лишена архитектурного убранства, используется для проведения массовых богослужений. Вмещает до 25 тысяч человек[7].
- Церковь Святой Бернадетты — расположена на правом берегу реки напротив грота Масабьель. Построена в современном стиле в 1988 году на месте более старой церкви. Вмещает 5 тысяч человек[8].
- Подсвечники — стоят на набережной реки неподалёку от грота. Ежегодно в них сгорает 700 тонн свечей, которые ставят паломники[9].
- Купальни — служат для омовений больных лурдской водой[10].
- Бювет — расположен около грота. К нему подведена вода из источника в пещере, которую могут набрать для себя все желающие[11].
- Крестный путь — находится на крутых склонах холма к югу от комплекса базилик. Состоит из четырнадцати стояний — по числу остановок, какие делал Иисус Христос по пути на Голгофу.

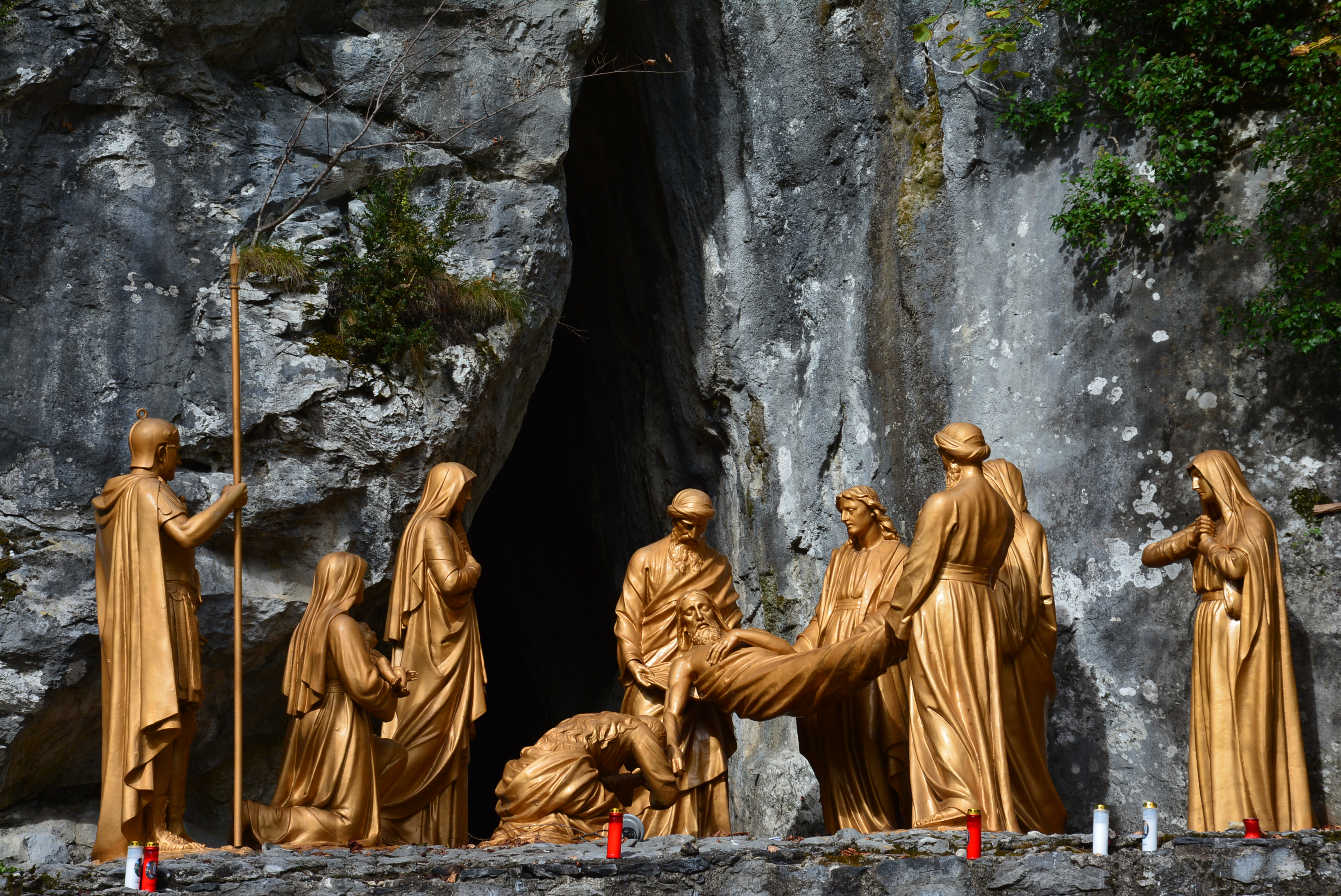
14 стояние Крестного пути — Погребение Иисуса Христа

К санктуарию ведет мост Сен-Мишель (фр. Pont St-Michel), который является как бы входом, порталом в церковь под открытым небом. Роль нефа выполняет Эспланада процессий (фр. Esplanade des processions), под которой находится подземная базилика Святого Пия X (фр. Basilique souterraine St-Pie X). Далее расположена статуя Девы Марии, она установлена как бы в нише алтаря.

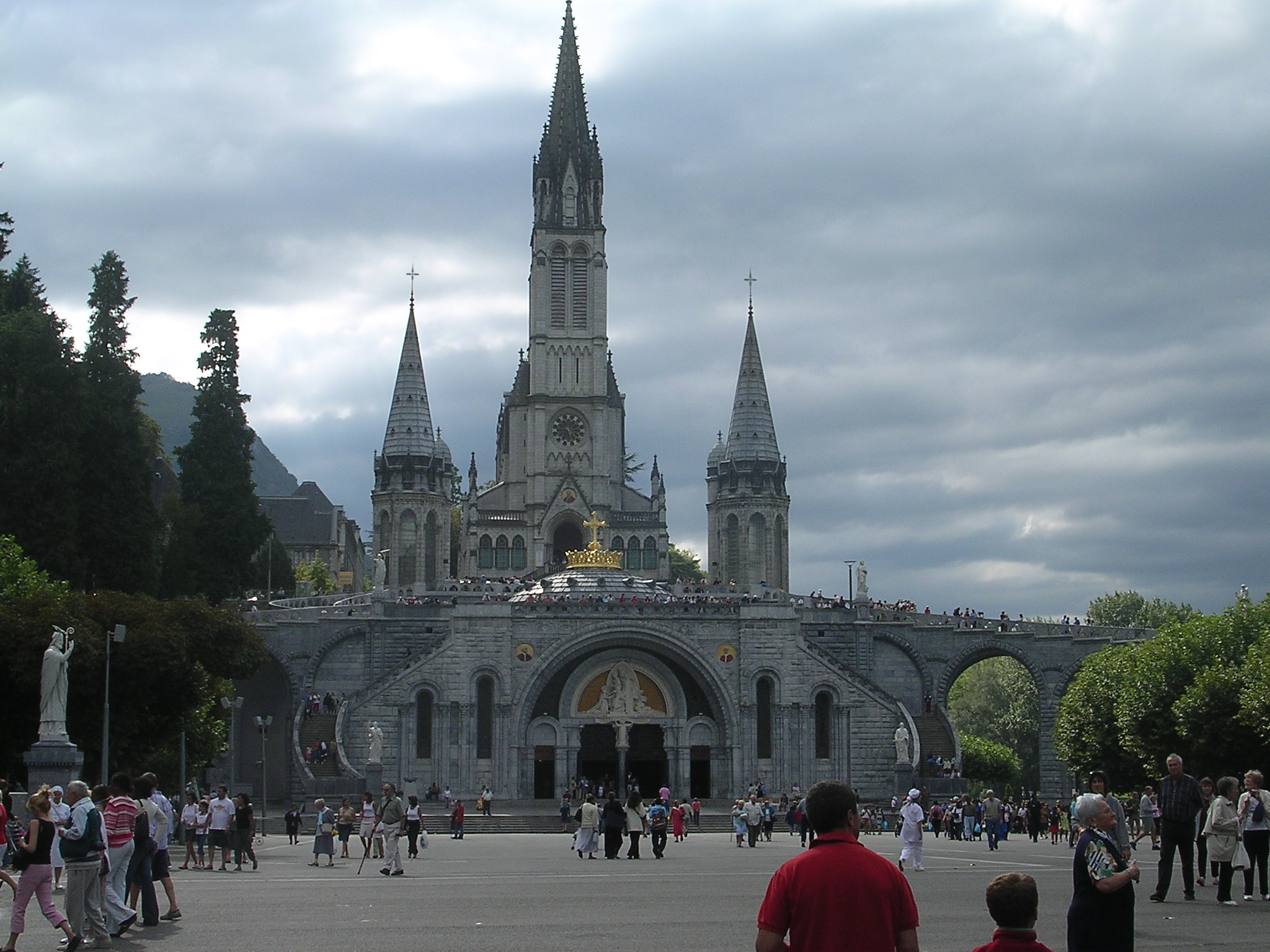
Вид на базилики с эспланады

Основа санктуария — две базилики: нижняя неовизантийская базилика Святого Розария и верхняя неоготическая базилика Непорочного Зачатия. Комплекс из двух базилик спроектирован таким образом, что крест над куполом нижней базилики находится точно на уровне входа в верхнюю базилику.
Между двумя базиликами располагается верхняя площадка, с которой открывается вид на эспланаду процессий. К площадке от эспланады ведут два боковых наклонных пандуса, украшенных статуями святых. С верхней площадки можно зайти в крипту верхней базилики Непорочного Зачатия, вход в основную часть базилики находится чуть выше, к нему ведут две небольшие лестницы. Слева от верхней площадки, за автомобильной дорогой, находится начало Крестного пути, который проложен на крутых склонах холма. Для тех паломников, которые не могут преодолеть крутые склоны главного крестного пути, создан ещё один, на ровном месте, на правом берегу реки чуть ниже санктуария.

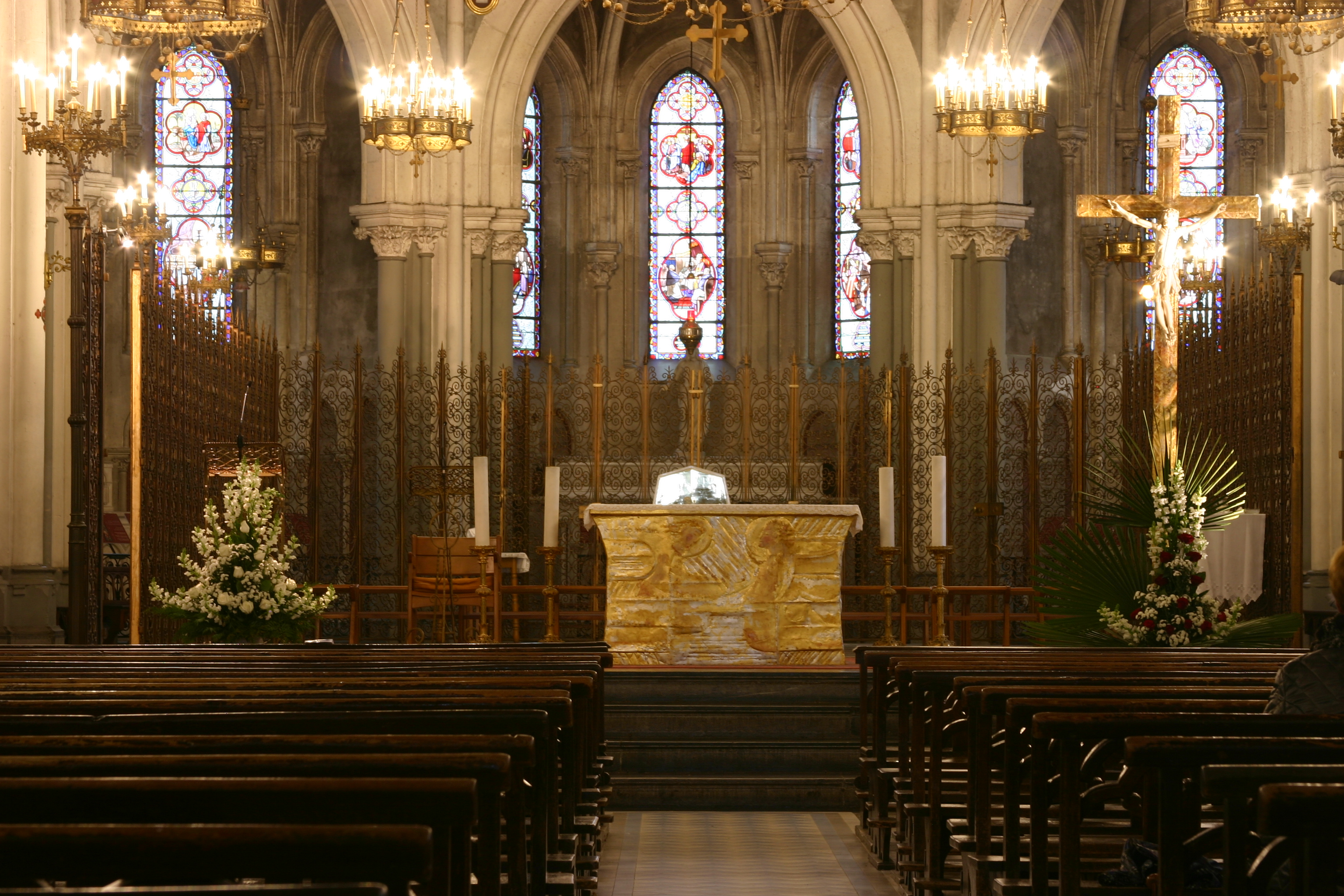
Интерьер базилики Непорочного Зачатия

Духовный центр санктуария — грот Масабьель (фр. Grotte de Massabielle), где происходили Лурдские явления. Грот расположен на левом берегу реки, под базиликами и открыт для посещения паломниками. Периодически в гроте проводятся богослужения.
В 2015-2017 годах в Лурдском санктуарии проводились реконструкционные работы. Среди прочего был построен новый мост над рекой, подсвечники были перенесены на другой берег реки, а бюветы с лурдской водой были передвинуты и перестроены.

## Лурдская вода
Родник, обнаруженный в гроте Бернадеттой, по-прежнему на месте. Теперь в нём установлена подсветка и он защищён стеклянным экраном. Многие верующие считают лурдскую воду обладающей целительной силой, имеющей сверхъестественное происхождение. Анализы, произведённые независимыми химиками, не показали никаких химических или медицинских особенностей в этой воде. Лурдская вода — слабокальцинированная и не отличается по химическому составу от воды из аналогичных соседних источников. Она служит одним из символов лурдского паломничества и предметы, содержащие лурдскую воду (статуэтки, четки), а также пластиковые емкости с религиозными символами для набора воды из бювета являются одним из основных предметов торговли в городе.
В настоящее время вода из источника отводится в расположенный неподалёку от грота бювет, а также служит для наполнения шести женских и одиннадцати мужских купелей, также находящихся недалеко от грота. Каждый год в этих купелях совершают омовения около 350.000 пилигримов.